# Poncione di Valleggia
Poncione di Valleggia är en bergstopp i Schweiz.   Den ligger i distriktet Vallemaggia och kantonen Ticino, i den sydöstra delen av landet, 100 km sydost om huvudstaden Bern. Toppen på Poncione di Valleggia är 2 873 meter över havet, eller 299 meter över den omgivande terrängen. Bredden vid basen är 3,3 km.
Terrängen runt Poncione di Valleggia är bergig österut, men västerut är den kuperad. Runt Poncione di Valleggia är det mycket glesbefolkat, med 3 invånare per kvadratkilometer.. Närmaste större samhälle är Cevio, 18,3 km söder om Poncione di Valleggia. 
Trakten runt Poncione di Valleggia består i huvudsak av gräsmarker.